# Helmer-Rainer Sinisalo

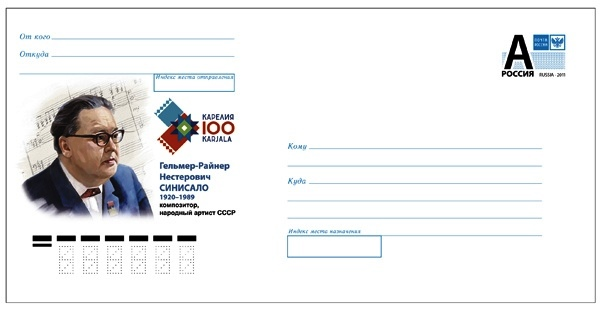
Briefumschlag mit Sinisalos Porträt der Russischen Post zum 100. Geburtstag Sinisalos und der Republik Karelien 2020

Helmer-Rainer Nesterowitsch Sinisalo (russisch Гельмер-Райнер Нестерович Синисало; * 14. Juni 1920 in Slatoust; † 2. August 1989 in Petrosawodsk) war ein sowjetischer Flötist und Komponist.

## Leben
Sinisalos Eltern Nester und Ida Sinisalo (ursprünglich Stenberg) stammten aus dem Großfürstentum Finnland. Nach der Oktoberrevolution und dem Finnischen Bürgerkrieg mussten sie wegen ihrer revolutionären Aktivitäten wie viele ihrer Landsleute ihr Land verlassen und kamen nach Sowjetrussland. Sie arbeiteten einige Jahre in Slatoust. Die Familie zog dann nach Karelien, 1924 nach Leningrad und 1928 nach Petrosawodsk.
In Petrosawodsk lernte der junge Sinisalo Flöte in der Klasse N. A. Solnyschkows und studierte weiter in der Petrosawodsker Musikschule mit Abschluss 1939. Ab 1935 spielte er in verschiedenen Petrosawodsker Orchestern und wurde 1936 Solist im karelischen Radiosymphonieorchester. 1939 wurde er Mitglied der Union der Komponisten der UdSSR. Von 1948 bis 1957 unterrichtete er an der Petrosawodsker Musikschule.
Ab 1952 studierte Sinisalo Komposition am Moskauer Konservatorium bei Nikolai Iwanowitsch Peiko und ab 1954 am Leningrader Konservatorium bei Wiktor Wladimirowitsch Woloschinow mit Abschluss 1956. Ab 1956 leitete er die karelische Abteilung der Union der Komponisten der UdSSR. Im selben Jahr gab er die Solistenkarriere auf und widmete sich vollständig der Komposition, wobei Lieder einen Schwerpunkt bildeten. Er komponierte das Ballet Sampo nach Motiven des Kalevala (1959), eine Friedenskantate (1953), eine Waldheldensinfonie  und eine karelische Orchestersuite (1945). Am bekanntesten sind seine drei Miniaturen für Flöte und Klavier. Sinisalos Musik ging von der russischen Musik des 19. Jahrhunderts aus und zeigte Einflüsse der Musik Jean Sibelius’ und der karelischen, finnischen und russischen Volksmusik.
Sinisalo war verheiratet mit Walentina Petrowna Sinisalo (1924–2019), die ihre Erinnerungen an ihren Mann veröffentlichte.

## Ehrungen
- Verdienter Künstler der Karelo-Finnischen Sozialistischen Sowjetrepublik (1949)
- Orden des Roten Banners der Arbeit (1952, 1970)
- Verdiente Persönlichkeit der Kunst der Karelo-Finnischen Sozialistischen Sowjetrepublik (1957)
- Volkskünstler der RSFSR (1959)[2]
- Staatspreis der Karelo-Finnischen Sozialistischen Sowjetrepublik (1974)[4]
- Volkskünstler der UdSSR (1978)[2]
- Orden der Völkerfreundschaft (1980)
- Glinka-Preis der RSFSR (1986) für das Ballett Sampo[4]